# Crematogaster pseudinermis
Crematogaster pseudinermis is een mierensoort uit de onderfamilie van de Myrmicinae. De wetenschappelijke naam van de soort is voor het eerst geldig gepubliceerd in 1923 door Viehmeyer.